# ジル・ヴィルヌーヴ・サーキット
シルキュイ・ジル・ヴィルヌーヴ（仏: Circuit Gilles-Villeneuve, ジル・ヴィルヌーヴ・サーキット）はカナダ、ケベック州モントリオールのセント・ローレンス川のノートルダム島にあるサーキット。全長4,361m。

## 概要
ノートルダム島は1967年のモントリオール万博の会場となった人工島で、セント・ローレンス川の中洲に地下鉄工事で掘った土砂を埋め立てて造成された。その後は公園として利用され、1976年のモントリオールオリンピックではボート競技の会場にもなった。モントリオール中心街から地下鉄でアクセスすることができ、レースウィーク以外は市民の憩いの場となっている。自転車や自家用車でコースを周る事も出来、島内には公営のモントリオール・カジノ（万博のフランス館）もある。
1978年よりモスポート・パークに代わってF1カナダGPの開催地となり、1987年と2009年を除いて毎年開催されている。F1以外ではNASCARネイションワイドシリーズのレースが行われ、以前はWSPCやチャンプカーも行われていた。

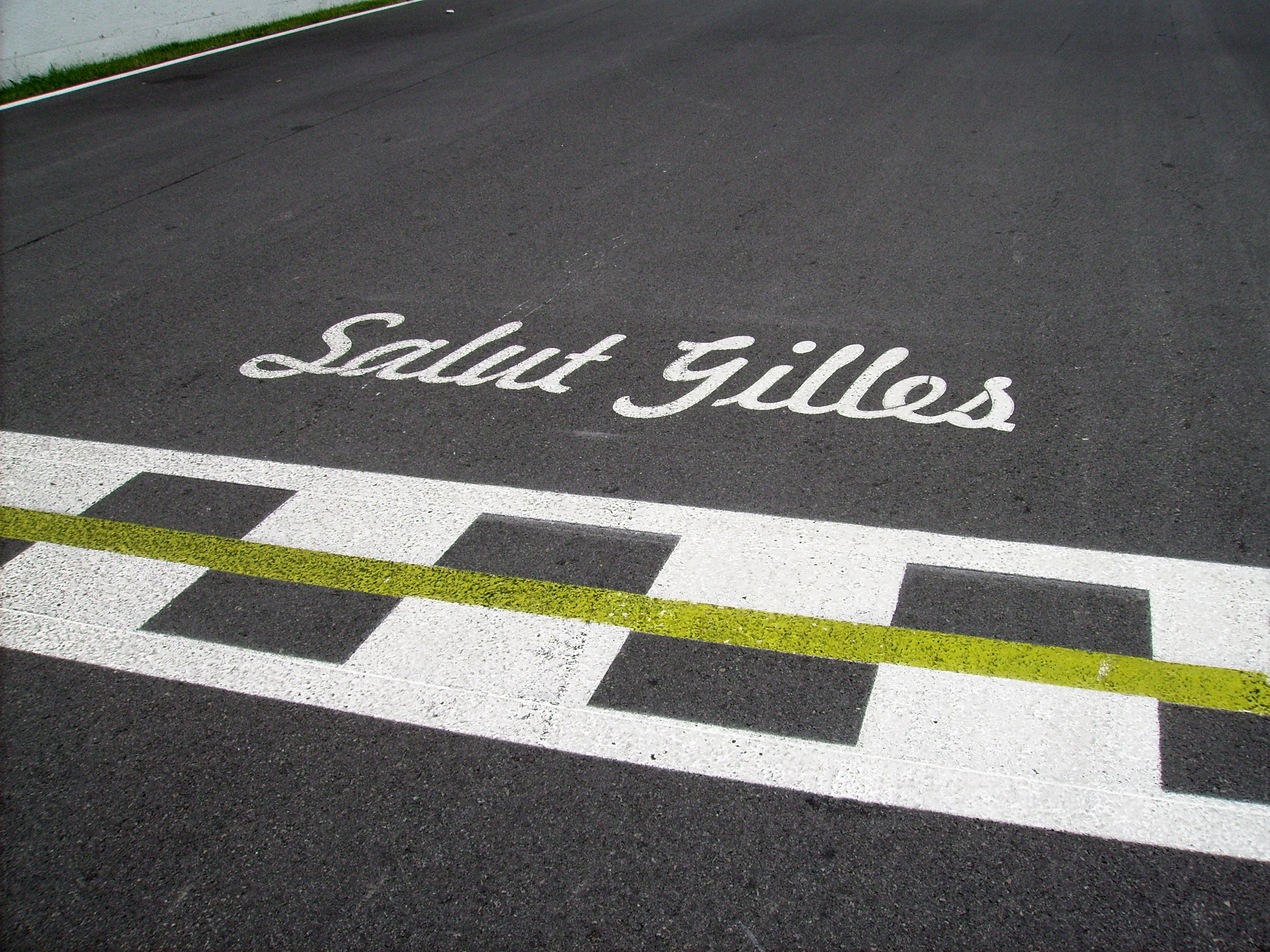
"Salut Gilles"と書かれたスタートライン

サーキットが建設された当初の名称はその中州の名からサーキット・イル・ノートルダム（Circuit Île Notre-Dame）と呼ばれていたが、1982年に地元ケベック出身のF1ドライバーのジル・ヴィルヌーヴがベルギーGPで事故死したため、業績を讃えてその名を冠することとなった。スタートライン上には"Salut Gilles"（やあ、ジル）とペイントされている。 
水と緑に囲まれた美しい環境や、開放的な観客の雰囲気から、当地でのレースを楽しみにするF1関係者は多い。レースウィーク前日に、各チームのメカニックがガレージの不用品で「イカダ」を造り、ピット裏手にあるオリンピックのボートコースで競争するイベントが1990年代終盤まで開催されていたが、F1が商業化しメカニックの作業量が増えるにつれて催されなくなっていた。しかし、2017年にリバティメディアとレッドブルが協力して復活させた。なお、イカダは、以前のように各チームの廃材を利用して作製するわけではなく、同一の製作キットが配布され、それを基にイカダを組み立てるという形式に変更された。

## コースレイアウト

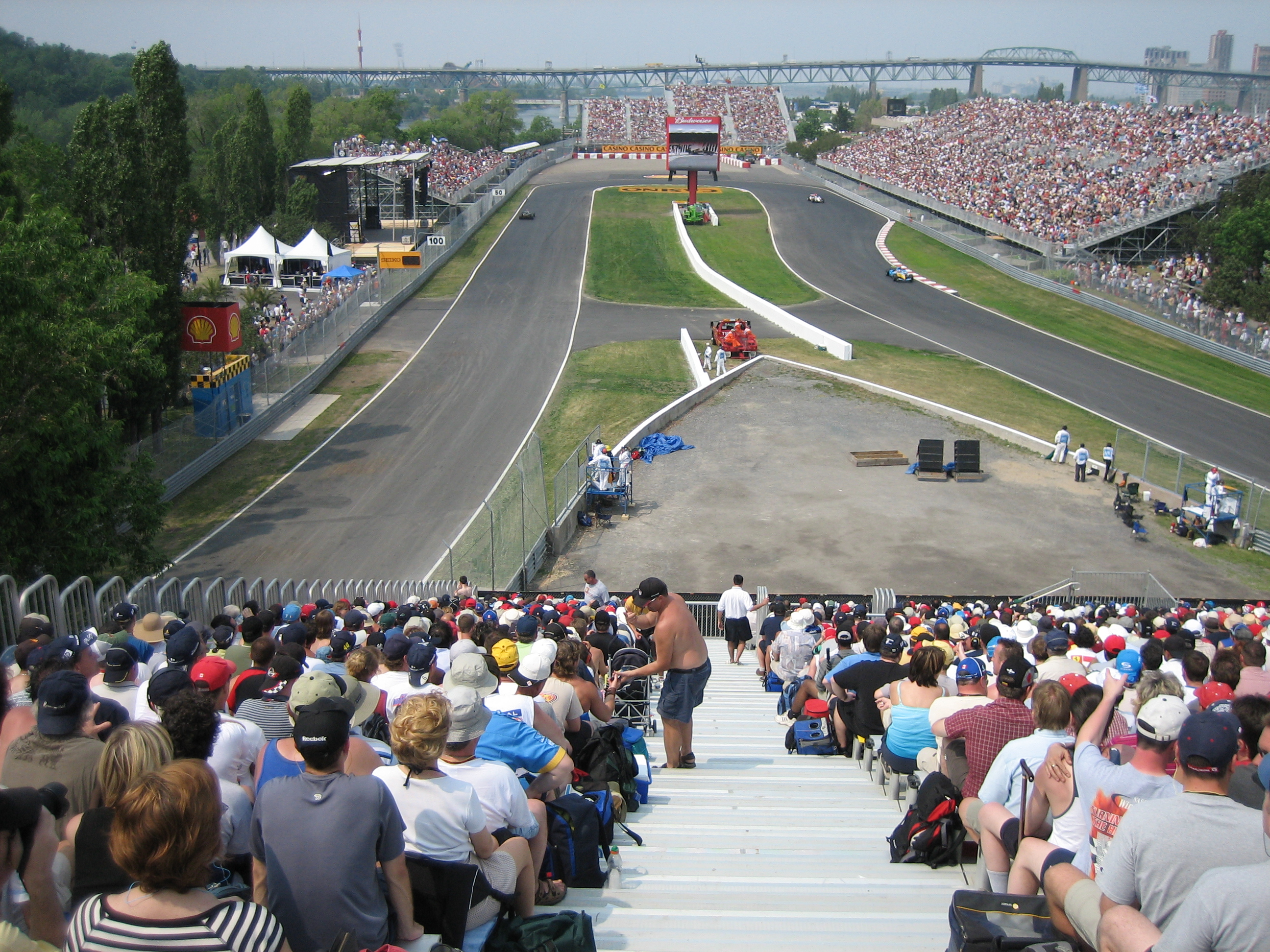
オールドピットヘアピン

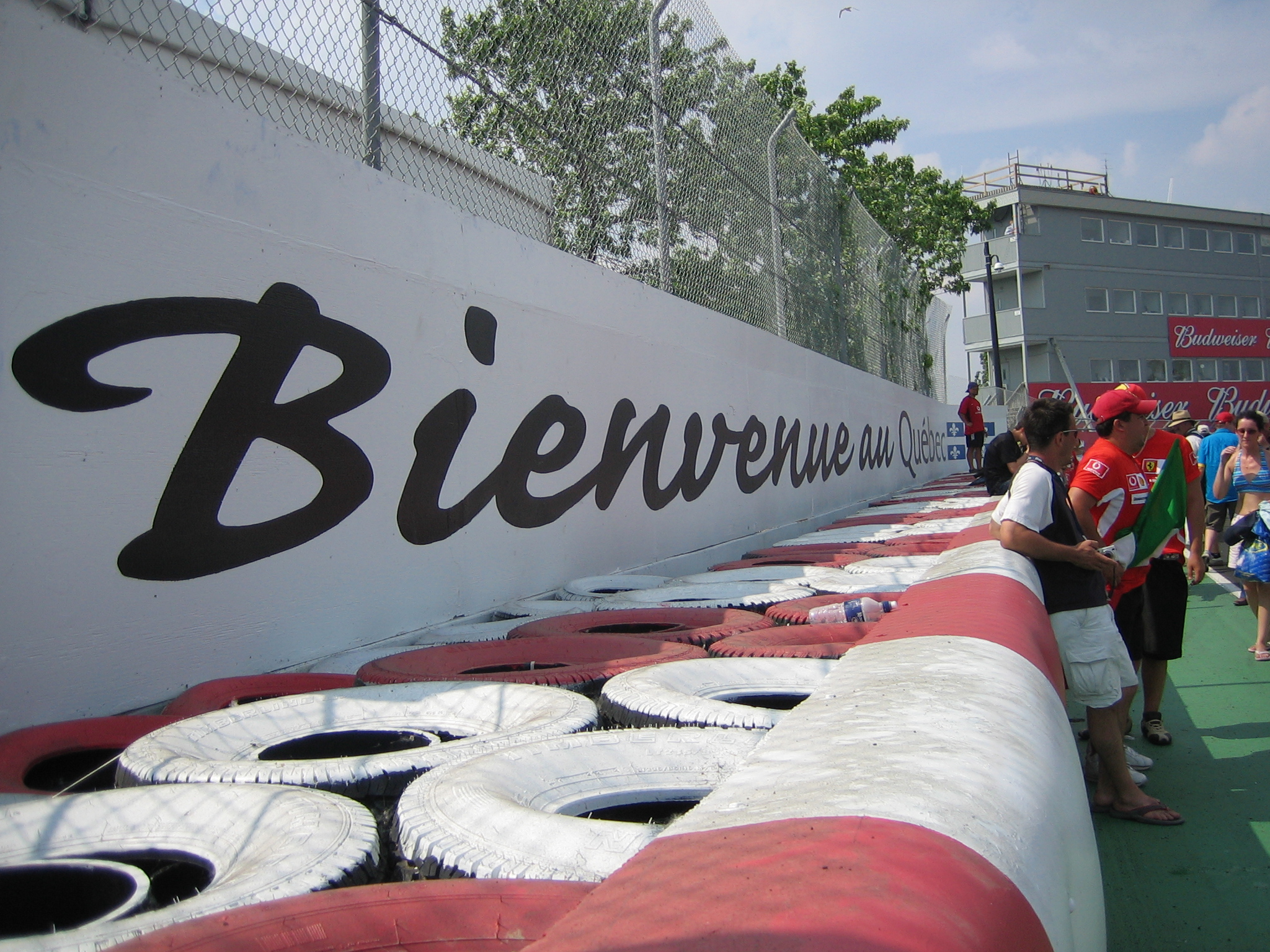
最終コーナー出口の「チャンピオンの壁」

公園内の周回道路を利用したコースは、ストレートをヘアピンと5つのシケインでつないだ典型的なストップ・アンド・ゴー・タイプのサーキットで、優れたトラクション性能が要求される。ダウンフォースを削って走るため高速からのブレーキングが難しく、ブレーキパッドの消耗も厳しい。エスケープゾーンが狭いため、コースオフがクラッシュにつながりセーフティカーの出動場面がよく見られる。
当初はスタート・フィニッシュラインやピットがヘアピンコーナーの出口（コース図右側）にあったが、その後反対方向（コース図左側）へ移設された。
コントロールラインを通過し、右に少し振った直後に急減速して1コーナーに侵入する。入り口が非常に狭く、スタート直後は混乱が起こりやすい。「セナ」の名が付けられた2コーナーから右に大きく回り込みながら加速する。3・4コーナーのシケインから7コーナーまではテクニカルセクションが続く。4・5コーナーは左右をコンクリートウォールに囲まれている。バックストレッチは道幅が狭く、ランオフも非常に狭いエリア。8・9コーナーのシケインを通過し、オールドピットヘアピンを抜けると1km以上の全開区間。以前はヘアピン立ち上がりに高速S字コーナーがあったが、安全面からほぼ直線に近いゆるやかなカーブに改修された。ストレートエンドにある最終シケインは、F1サーキットの中でも難関として数えられる。

## チャンピオンズ・ウォール
最終シケインの立ち上がったアウト側のウォールの通称（チャンピオンの壁：Wall of the Champions）。1999年カナダグランプリで3人のチャンピオン経験者（デイモン・ヒル、ミハエル・シューマッハ、ジャック・ヴィルヌーブ）が相次いで接触しリタイアしたことに因む。このシケインは他のサーキットに比べ、進入速度が高くホームストレートに向けてアウト側目一杯使って加速していくため、ラインを逸れたり縁石に乗りすぎるとウォールに接触しやすい。この後も2011年カナダグランプリのFP1でセバスチャン・ベッテルもクラッシュしている。

## 出来事
- 1978年のF1初開催時には、ジル・ヴィルヌーヴが自身の初優勝（カナダ人としても初優勝）を達成した。
- 1982年のカナダGPでは、スタートでリカルド・パレッティが、グリッド上でストールしたPPのディディエ・ピローニのマシンに追突、パレッティが死亡する事故が発生した。
- 1989年にはティエリー・ブーツェン、1995年にはジャン・アレジ、2007年にはルイス・ハミルトン、2008年にはロバート・クビサ、2014年にはダニエル・リカルドが、それぞれF1での初優勝を記録している。ブーツェンはF1通算96戦目、アレジは92戦目と、共に遅咲きの初優勝であった。とりわけアレジは、ジルと同じカーナンバー27のフェラーリを駆っての勝利であった。また、クビサは前年同サーキットで大クラッシュして次戦欠場していた。
- 1990年のスポーツカー世界選手権（英語版）(WSPC) のレースでは、マシン床下のダウンフォースによってマンホールの蓋が吸い上げられ宙に舞い、ブルン・モータースポーツのポルシェ・962Cを直撃してマシンが炎上した。
- ハードブレーキ用に冷却対策をした結果、ブレーキダクトのサイズ違反で失格になるケースが何度かあった。2004年のカナダGPでは4台が失格となり、スポット参戦でデビューしたティモ・グロックが繰り上がりで初入賞した。
- サーキットが公園内にあるため、過去にはコース上に出てきた小動物をレーシングカーが轢いてしまう事故もあった。2007年にはアンソニー・デビッドソン、2018年にはロマン・グロージャンがウッドチャックと衝突してしまった[8]。
- 2011年のカナダGPではレース開始前から降りしきる雨により2時間以上の中断を挟んでの、4時間4分というF1史上最長のレースとなった。更に変わりゆくコンディションとコース特性が合わさってアクシデントが多発し、史上最多となる6度のセーフティカー出動が見られた。レースは中盤に接触で最後尾に落ちたジェンソン・バトンが怒涛の追い上げで順位を上げていき、残り5周の時点で2位に浮上。更にはトップを走っていたセバスチャン・ベッテルを最終ラップに抜き去っての優勝という劇的な幕切れとなった[1]。
- 2013年にはマーシャルがクラッシュ車両撤去中のクレーン車に轢かれ死亡する事故が発生した[9]。